# Castell de Ceuró
El castell de Ceuró és un castell de Castellar de la Ribera (Solsonès) declarat bé cultural d'interès nacional.

## Situació
Ceuró i el seu castell s'aixequen dalt d'un turó a la carena del marge esquerre de la Ribera Salada, a ponent del Serrat de la Botjosa i a tocar del terme del municipi de Bassella. En el mateix promontori hi ha l'església de Sant Julià, una gran casa i la rectoria.
Una pista asfaltada permet anar-hi sortint, en direcció sud, de la carretera C-26 al punt quilomètric 89,1, entre Ogern i Castellar de la Ribera (42° 1′ 23″ N, 1° 22′ 10″ E / 42.02306°N,1.36944°E). La carretera creua la Ribera Salada per un pont, s'enfila per l'obaga i arriba a Ceuró després d'un kilòmetre i mig.

## Descripció

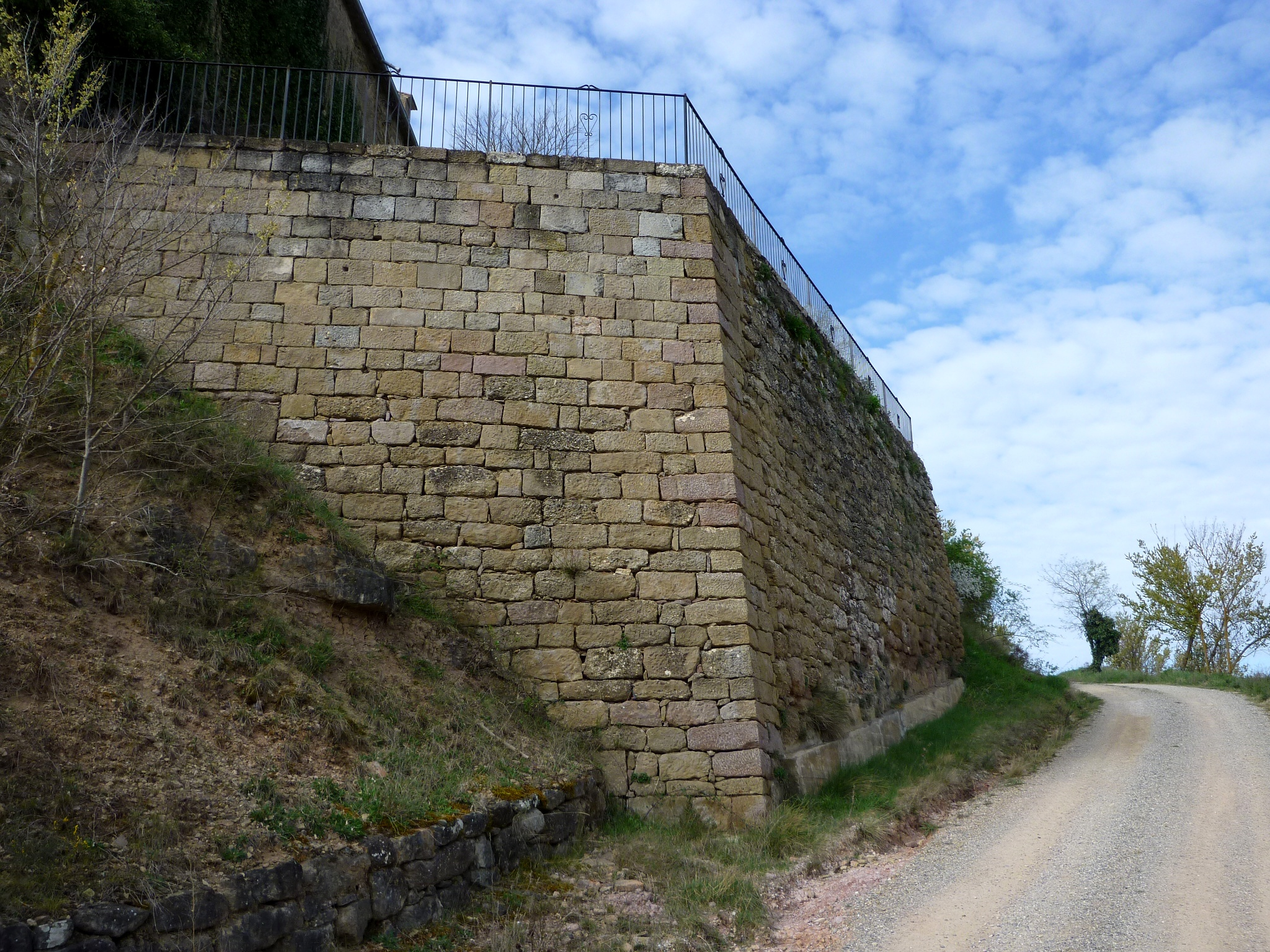
Murs del castell

Murs atalussats que mostren el setial, prop de Sant Julià de Ceuró. Un dels castells de la Ribera Salada més bellament i estratègicament situats per a les lluites medievals és el castell d' Ozró, Ozoró o Zouró, com en diferents documents és anomenat, que encara conserva alguns antics murs de contenció i l'esvelt temple romànic de l'onzena centúria, sota l'advocació de Sant Julià.

## Història
Castell termenat. Documentat el 1188.
L'existència del castell s'expressa el 1188, en la butlla de Climent III adreçada a Bernat, prepòsit de Solsona i als seus canonges: "Castrum de Odero cum ecclesia et omnibus pertinentiis suis". Es tracta, segons veiem, d'un castell que constitueix propietat de l'església de Santa Maria de Solsona. Llegim que els donadors, a l'església de Solsona, havien estat Guillem i Bernat de la Vansa, el 3 de les calendes de maig de l'any 13 del rei Lluís. Tanmateix, se'ns perfila una família castlana. L'any 1215, Bernat de Zodró va comprar uns drets sobre el Castell d'Altés. L'any 1218 una escriptura ens parla de drets del castell de Ceuró sobre altres castells: Meda, Navès, Oliana, Ogern...